# تایشی تاگوچی
تایشی تاگوچی (ژاپنی: 田口 泰士؛ زادهٔ ۱۶ مارس ۱۹۹۱) یک بازیکن فوتبال اهل ژاپن است. وی در تیم ملی فوتبال ژاپن بازی کرده است.